# Arjan de Zeeuw
Adrianus Johannes "Arjan" de Zeeuw (Castricum, 16 de abril de 1970) é um ex-futebolista neerlandês que atuava como zagueiro.
Sua melhor fase na carreira foi na Inglaterra, principalmente defendendo Barnsley, Wigan e Portsmouth.

## Carreira
Nascido em Castricum, De Zeeuw foi revelado no Vitesse'22, time amador de seu país natal, conciliando o futebol com os estudos de medicina. Profissionalizou-se, no entanto, apenas em 1992. Seu primeiro clube como atleta profissional foi o Telstar, onde fez 102 jogos e marcou cinco gols até 1995, quando assinou com o Barnsley, onde iniciaria uma carreira de 13 anos no futebol inglês.
Contratado por 250 mil libras pelos "Tykes", De Zeeuw tornou-se uma das peças-chave na promoção do Barnsley à Premier League 1996-97. Mesmo com o rebaixamento na temporada seguinte, o zagueiro chegou a recusar uma renovação de seu contrato com o clube, mas, persuadido pelo novo técnico John Hendrie, renovou o vínculo por mais um ano. Ao final do contrato, em 1999, foi contratado a custo zero pelo Wigan. Pelo Barnsley, foram 138 partidas e sete gols marcados.
Nos "Latics", De Zeeuw mostrou-se importante para o elenco, sendo eleito o Jogador do Ano pela torcida do clube em 2001 e 2002, ano em que deixou o Wigan para defender o Portsmouth, onde chegou da mesma forma que veio ao Wigan: a custo zero. Foi no "Pompey" que ele conquistou seu único título na carreira: a Segunda Divisão de 2002-03. Já veterano, assumiu a responsabilidade de livrar o clube do rebaixamento ao herdar a braçadeira de capitão deixada pelo atacante Teddy Sheringham, recém-contratado pelo West Ham. Magoado com o técnico francês Alain Perrin, que o sacou do time titular, saiu do Portsmouth em 2005, com 106 jogos disputados e cinco gols marcados, para voltar a defender o Wigan. Em seu período na equipe da Costa Sul inglesa, recebeu uma cusparada de El Hadji Diouf, do Bolton, em novembro de 2004. A resposta do zagueiro foi com um gol, que deu a vitória ao Portsmouth.
Com um elenco limitado, o Wigan surpreendeu ao ficar com o vice-campeonato da Copa da Liga Inglesa em 2006, após derrota por 4 a 0 frente ao Manchester United. As atuações de De Zeeuw nos Latics renderam elogios até mesmo do então primeiro-ministro britânico, Tony Blair. Sua saída do clube deu-se em 2007, totalizando 178 partidas nas duas passagens que teve pela agremiação. Em junho de 2007, foi contratado pelo Coventry City, onde jogou até 2008. Atrapalhado por lesões, o zagueiro foi preterido pelo técnico Chris Coleman, que o colocou na lista de dispensas ao final da temporada.
Voltaria à Holanda no mesmo ano, para defender o ADO '20, onde encerraria sua carreira no ano seguinte, aos 39 anos. Após sua aposentadoria, tornou-se investigador de polícia em Alkmaar.